# 贡山波罗蜜
贡山波罗蜜（学名：Artocarpus gongshanensis）为桑科波罗蜜属下的一个种。其种加词“gongshanensis”意为“云南贡山的”。